# كأس السوبر العربي 2000
كأس السوبر العربي عام 2000 كانت مسابقة  للأندية شارك بها الفائزون ووصافئهم من البطولة العربية للأندية والبطولة العربية للأندية الفائزة بالكؤوس. كانت البطولة هي السابعة وقد فاز بها نادي الشباب السعودي.

## الفرق المشاركة
أُختير نادي الفيصلي الأردني للمشاركة في المسابقة لوصوله إلى الدور نصف النهائي من البطولة العربية للأندية الفائزة بالكؤوس 1999، لأن الوصيف نادي الجيش السوري كان كذلك وصيف بطل بطولة الأندية العربية لأبطال الدوري 1999 وقد اُختير لذلك.
| الفريق               | المتأهل                                                | المشاركة السابقة (الخط العريض يشير إلى الفائزين)                             |
| -------------------- | ------------------------------------------------------ | ---------------------------------------------------------------------------- |
| نادي الشباب السعودي  | بطل بطولة الأندية العربية لأبطال الدوري 1999           | 3 (كأس السوبر العربي 1995، وكأس السوبر العربي 1998، وكأس السوبر العربي 1999) |
| نادي الجيش السوري    | وصيف بطل بطولة الأندية العربية لأبطال الدوري 2000      | 1 كأس السوبر العربي 1999                                                     |
| نادي الاتحاد القطري  | بطل البطولة العربية للأندية الفائزة بالكؤوس 1999       |                                                                              |
| نادي الفيصلي الأردني | نصف نهائي البطولة العربية للأندية الفائزة بالكؤوس 1999 | 1 كأس السوبر العربي 1997                                                     |

## النتائج والترتيب
| فريق                 | لعب | ف | ت | خ | له | عليه | ف.أ | نقاط |
| -------------------- | --- | - | - | - | -- | ---- | --- | ---- |
| نادي الشباب السعودي  | 3   | 2 | 1 | 0 | 4  | 0    | +4  | 7    |
| نادي الفيصلي الأردني | 3   | 1 | 1 | 1 | 3  | 5    | −2  | 4    |
| نادي الجيش السوري    | 3   | 1 | 0 | 2 | 6  | 3    | +3  | 3    |
| نادي الاتحاد القطري  | 3   | 0 | 2 | 1 | 1  | 6    | −5  | 2    |

| نادي الاتحاد القطري | 0 – 5 | نادي الجيش السوري |
| ------------------- | ----- | ----------------- |
|                     |       |                   |

| نادي الفيصلي الأردني | 0 – 3 | نادي الشباب السعودي |
| -------------------- | ----- | ------------------- |
|                      |       |                     |

| نادي الشباب السعودي | 1 – 0 | نادي الجيش السوري |
| ------------------- | ----- | ----------------- |
|                     |       |                   |

| نادي الاتحاد القطري | 1 – 1 | نادي الفيصلي الأردني |
| ------------------- | ----- | -------------------- |
|                     |       |                      |

| نادي الشباب السعودي | 0 – 0 | نادي الاتحاد القطري |
| ------------------- | ----- | ------------------- |
|                     |       |                     |

| نادي الجيش السوري | 1 – 2 | نادي الفيصلي الأردني |
| ----------------- | ----- | -------------------- |
|                   |       |                      |

## وصلات خارجية
- كأس السوبر العربي 2000 - rsssf.com